# Patrick Pevenage
Patrick Pevenage (Geraardsbergen, 8 november 1956) is een Belgisch voormalig wielrenner. Hij is geen familie van Rudy Pevenage. 

## Carrière
Pevenage was vier jaar beroepsrenner van 1979 tot 1982, hij wist twee profoverwinningen te behalen. Verder nam hij twee keer deel aan de Ronde van Frankrijk de eerste keer moest hij opgeven, de tweede keer eindigde hij 79e. Hij reed ook enkele klassiekers als Parijs-Roubaix en Ronde van Vlaanderen.
Patrick Pevenage was net als Rudy Pevenage afkomstig uit de regio van Geraardsbergen, maar hadden voor de rest geen enkele familieband. 

## Overwinningen
1976
- Asse, Amateurs
- Onkerzele, Amateurs

1978
- Omloop het Volk, Amateurs
- Ellignies-Sainte-Anne, Amateurs
- 1e etappe Ronde van Wallonië, Amateurs
- 5e etappe Ronde van Wallonië, Amateurs

1980
- GP Kanton Aargau

1981
- 5be etappe Ronde van België

## Resultaten in de voornaamste wedstrijden
| Jaar | Ronde van Italië | Ronde van Frankrijk | Ronde van Spanje |
| ---- | ---------------- | ------------------- | ---------------- |
| 1979 |                  | opgave              |                  |
| 1980 |                  | 79e                 |                  |
| 1981 |                  |                     |                  |
| 1982 |                  |                     |                  |

| Jaar | Gent-Wevelgem | Ronde van Vlaanderen | Parijs-Roubaix | Amstel Gold Race | Parijs-Brussel | Parijs-Tours | E3 Harelbeke |
| ---- | ------------- | -------------------- | -------------- | ---------------- | -------------- | ------------ | ------------ |
| 1979 | 75e           |                      |                |                  | 56e            | 71e          | 23e          |
| 1980 |               | 46e                  |                | 14e              | 12e            |              |              |
| 1981 |               |                      | 44e            |                  |                |              |              |
| 1982 |               | 30e                  | 23e            |                  |                | 35e          | 23e          |

Wielerploegen van Patrick Pevenage
Bellet ·
De Haes ·
Heirweg ·
Jiménez ·
Maas ·
Mintkiewicz ·
Nulens ·
Ongenae ·
Pevenage ·
Schepers ·
Schönbacher ·
Stamsnijder ·
Tackaert ·
Thoelen ·
Van Calster · 
Van Heer ·
Vandersnickt · 
Verbrugge
Colyn (vanaf 01/08) ·
De Haes · 
De Vlaeminck (vanaf 01/10) ·
Devos ·
van Gerwen ·
Heirweg · 
Langerijs ·
Maas ·
Martens ·
Nulens ·
Pevenage ·
Schepers ·
Stamsnijder ·
Tackaert ·
A. Van Linden · 
R. Van Linden ·
Verbrugge
Colyn ·
De Meyer · 
De Vlaeminck ·
Devos ·
Dierickx ·
van Gerwen · 
Kuiper ·
Langerijs ·
Laurens ·
Martens ·
Nulens ·
Pevenage ·
van der Poel ·
Schepers ·
Stamsnijder ·
Tackaert